# Rainford Kalaba
Rainford Kalaba (Kitwe, 14 agosto 1986) è un ex calciatore zambiano, di ruolo centrocampista.

## Biografia
Kalaba è nato a Kitwe.
Ha firmato un contratto quinquennale con il Braga, squadra della Primeira Liga, nell'aprile 2008.
Nell'ottobre 2013, a causa di un disaccordo tra il loro club TP Mazembe e la Federcalcio zambiana sulle convocazioni internazionali, Kalaba e altri due giocatori (Nathan Sinkala e Stoppila Sunzu) sono stati oggetto di un mandato di arresto in Zambia. A tutti e tre i giocatori è stato successivamente confiscato il passaporto dalle autorità di immigrazione dello Zambia, prima di essere graziati dal governo zambiano.
Ha fatto la sua 100ª presenza in nazionale contro la nazionale di calcio del Mozambico nel giugno 2017, ma è stato sostituito con una sconfitta per 1-0. Non è stato scelto nelle convocazioni per le partite di qualificazione alla Coppa del Mondo 2018 contro la nazionale di calcio dell'Algeria e la nazionale di calcio della Nigeria nell'autunno 2017.

## Palmarès

### Club

#### Competizioni nazionali
- Mosi Cup: 1

ZESCO United: 2006
- Barclays Cup: 1

ZESCO United: 2008
- Campionato zambiano: 1

ZESCO United: 2008
- Campionato della Repubblica Democratica del Congo: 4

TP Mazembe: 2011, 2013, 2014, 2021-2022
- Supercoppa della Repubblica Democratica del Congo: 2

TP Mazembe: 2013, 2014

#### Competizioni internazionali
- CAF Champions League: 2

TP Mazembe: 2010, 2015
- CAF Super Cup: 2

TP Mazembe: 2010, 2011
- Coppa della Confederazione CAF: 1

TP Mazembe: 2016

### Nazionale
- Coppa d'Africa: 1

2012